# 角川源義
角川源義（1917年10月9日—1975年10月27日），日本企業家、俳句詩人，角川書店創辦人。

## 生平
出生於富山縣中新川郡東水橋町（現富山市），家族是北陸地區當地的米商。唸中學時即開始創作俳句，但由於數學成績不佳，因此未考上高中，到東京補習。
在東京補習期間，在舊書店看到一本折口信夫所寫的《古代研究》，因此在父親反對下投考國學院大學文学部，師從折口信夫。
1945年11月，角川源義在東京都板橋区小竹町開設角川書店。1949年開始出版角川文庫。1952年出版《昭和文学全集》，奠定了角川書店做為文學出版社的基礎。1975年以俳句集《西行之日》（西行の日）獲讀賣文學獎，同年逝世，享年58歲。

## 家庭
角川源義與元配角川冨美子（舊姓鈴木）育有兩男一女，依出生順序分別為曾為歌人的作家邊見真弓、角川春樹及角川歷彥。1949年與中井照子再婚。

## 外部連結
- （日語）角川源義の墓[永久]